# Batllia i senescalia
Una batllia o batlliu (bailliage en llengua francesa) és l'àrea de jurisdicció d'un batlle (bailli en llengua francesa); sent una senescalia (sénéchaussée en llengua francesa) l'àrea de jurisdicció que està a càrrec d'un senescal.

## Història
Creades al final del Segle XII, tals institucions, que eren uns quants centenars a finals del Segle XVIII, conservaven un mer rol judicial, havent perdut la seva antiga importància respecte als governs i sobretot respecte a les generalitats i intendències. Al Segle XVI, alguns batllius es van convertir en batllius presidencials, sota Enric II.

## Característiques
La cort o tribunal del batlliu era presidida per un lloctinent general del batlle. Jutjava en primera instància qüestions penals o en les que estaven implicats en causa membres de la noblesa, i en apel·lació les sentències de les jurisdiccions inferiors. Un batlliu podia ser de propietat de molts cantons sobirans: per exemple, el batlliu de Baden pertanyia a vuit cantons sobirans. En aquest cas, el batlliu prenia el nom de "batlliu comú". A més a més, els cantons propietaris enviaven a un agutzil de torn, que tenia un càrrec de dos anys de durada, i a continuació li tocava a un altre cantó enviar a un altre agutzil. Les taxes recollides pels batllius es repartien equitativament entre els cantons propietaris. Les taxes consistien, per als grangers, en el pagament del delme, és a dir una dècima part de la collita anual era sempre lliurada al batlliu que a canvi oferia una certa protecció.

## Al món

### França
Abans de la Revolució francesa, eren una circumscripció administrativa, financera i judicial. El terme "batlliu" va ser utilitzat més freqüentment en el nord de França, mentre "senescalía" en el Sud. Es van crear senescalies en el Llenguadoc, en la Bretanya, en el Poitou, en l'Artois, en el Boulonnais i en el Ponthieu. El terme estava aplicat també a un territori en el qual les funcions de Xèrif estaven exercitades per un batlle o senescal nomenat pel rei. L'administració era al seu torn subdividida en prebostures reials (sota la prefectura d'un prebost nomenat i pagat pel batlle) o en vescomtats com a Normandia (amb un vescomte, funcionari públic de vegades plebeu). Al segle xvi, alguns batllius es van convertir en batllius presidencials sota Enric II. Al mateix temps, es va eliminar el nom de batlliu a Provença, i els 15 batllius d'aquesta província van canviar el nom a "vigueries" a partir de 1540.

### Itàlia
Importat pels Normands a Itàlia meridional al Segle XI, el terme batlle, identificava també el model operat pels superintendents romans d'Orient en el sud d'Itàlia, abans de l'arribada al poder dels sobirans Normands des de Sicília. La figura del batlle assumia, així doncs, un significat tant econòmic com polític, identificant un representant o lloctinent de l'Imperi Romà d'Orient als territoris italians ocupats.

### Regne Unit
El sistema va tenir el seu origen a França (baillie era el terme en francès arcaic per batlliu), estant en ús a banda i banda del Canal de la Mànega. El batlliu sobreviu en l'ús administratiu de les Illes del Canal, que per a assumptes administratius estan agrupades en dos batllius: Jersey (que inclou l'illa de Jersey i els illots de Minquiers i Ecréhous) i Guernsey (que inclou les illes de Guernsey, Sark, Alderney, Brecqhou, Herm, Jethou i Lihou). Cada batllia de l'arxipèlag està governada per un batlle. Al desembre de 2008 l'illa de Sark va abolir les batllies. A continuació van tenir lloc les primeres eleccions que van veure triomfar el partit de l'ex batlle, que així doncs va continuar governant però ja no segons el sistema feudal.

### Suïssa
Els batllius eren una forma d'organització del territori en ús a Suïssa en el període de l'Antiga Confederació, és a dir fins a 1798, any en què Suïssa va sofrir la invasió francesa que va decretar el naixement de la República Helvètica. Tenien el nom de batlliu les comarques subjectes d'una certa dimensió. Cada batlliu era propietat d'un cantó sobirà que s'ocupava de l'administració del territori gràcies a un batlle: persona que manava en el batlliu per administrar la justícia i per cobrar les taxes.